# Coniophanes andresensis
Espèce
Synonymes
- Coniophanes fissidens andresensis Bailey, 1937

Coniophanes andresensis est une espèce de serpents de la famille des Dipsadidae.

## Répartition
Cette espèce est endémique de l'île San Andres en Colombie

## Étymologie
Son nom d'espèce, composé de Andres et du suffixe latin -ensis, « qui vit dans, qui habite », lui a été donné en référence au lieu de sa découverte.

## Publication originale
- Bailey, 1937 : New forms of Coniophanes Hallowell, and the status of Dromicus clavatus. Occasional papers of the Museum of Zoology, University of Michigan, no 362, p. 1-6 (texte intégral).